# Kislőd
Kislőd (vyslovováno [kišléd], německy Kischludt) je velká vesnice v Maďarsku v župě Veszprém, spadající pod okres Ajka. Nachází se asi 7 km severovýchodně od Ajky. V roce 2015 zde žilo 1 202 obyvatel. Dle údajů z roku 2011 tvoří 88,1 % obyvatelstva Maďaři, 28,2 % Němci, 3,6 % Romové, 0,3 % Rumuni a 0,2 % Slováci, přičemž 11,8 % obyvatel se k národnosti nevyjádřilo. Název znamená "malý Lőd".
Sousedními vesnicemi jsou Csehbánya, Farkasgyepű, Szentgál a Városlőd, sousedními městy Ajka (části Ajkarendek a Bakonygyepes) a Herend.